# Mari Fukada
Mari Fukada (en japonés: 深田茉莉, Fukada Mari; 1 de enero de 2007) es un deportista japonesa que compite en snowboard. Ganó una medalla de bronce en el Campeonato Mundial de Snowboard de 2025, en la prueba de big air.

## Medallero internacional
| Campeonato Mundial | Campeonato Mundial | Campeonato Mundial | Campeonato Mundial |
| Año                | Lugar              | Medalla            | Prueba             |
| ------------------ | ------------------ | ------------------ | ------------------ |
| 2025               | Engadina (Suiza)   | Medalla de bronce  | Big air            |